# Редиу Алдеј (Јаши)
Редиу Алдеј (рум. Rediu Aldei) насеље је у Румунији у округу Јаши у општини Ароњану. Oпштина се налази на надморској висини од 102 m.

## Становништво
Према подацима из 2002. године у насељу је живело 418 становника, од којих су сви румунске националности.